# Jaren Lewison
Jaren Miles Lewison (* 9. Dezember 2000 in Dallas) ist ein US-amerikanischer Filmschauspieler, der für die Rolle von Ben Gross in der Netflixserie Noch nie in meinem Leben … bekannt ist.

## Leben und Wirken
Lewison wuchs in Dallas auf und besuchte erst die jüdische Levine Academy und im Anschluss die Pearce High School in Richardson. In der High School spielte er im Stück Shakespeare in Love die Rolle des William Shakespeare und nahm in dieser Rolle auch am International Thespian Festival teil.  2019 nahm er sein Studium an der University of Southern California auf. Seine erste Fernsehrolle spielte er von 2008 bis 2009 in vier Folgen der Kinderserie Barney und seine Freunde. 2014 spielte er in #Zeitgeist die Rolle Jake Truby und wurde im Jahr 2018 mit der Rolle des jungen Hoagie Malloy, der jüngeren Version des Protagonisten von Catch Me! besetzt. Seit 2020 spielt er in Noch nie in meinem Leben … die Rolle des Antagonisten Ben Gross.

## Filmografie (Auswahl)
- 2008–2009: Barney und seine Freunde (Barney & Friends, Fernsehserie, vier Folgen)
- 2010: Lone Star (Fernsehserie, Folge 1.01: Pilot)
- 2014: #Zeitgeist (Men, Women & Children)
- 2015: Away and Back – Der Weg der Schwäne (Away and Back)
- 2015: Beyond the Farthest Star
- 2018: Catch Me! (Tag)
- 2018: 90 Feet from Home
- 2020–2023: Noch nie in meinem Leben … (Never Have I Ever, Fernsehserie, 37 Folgen)